# 洛州 (後趙)
洛州，後趙石勒設立的州。後趙石勒稱王二年（320年）置司州，任命石生為司州刺史，駐洛陽（今河南省洛陽市城區東）。領河南郡。趙王七年（325年）自東晉取得滎陽郡，太和二年（329年）自前趙取得河東郡、弘農郡、上洛郡。建武元年（335年），以司州置洛州，領河南、滎陽、河東、弘農、陳留、東燕6郡；又改陳留郡為建昌郡，上洛郡移屬荊州。後趙末領河南、滎陽、河東、弘農、建昌、東燕6郡。冉魏、前燕因之。後為前秦併吞，劃入豫州 (前秦)及洛州 (前秦)。